# Историја филозофије
Историја филозофије (од грч. φιλοσοφία) скуп је система, доктрина, теорија и школа филозофске мисли. Оквир филозофије као дисциплине, је да се она од самог почетка дефинише као рационална и критичка студија основних принципа. Обично се дијели на четири основне области: метафизику (студија структуре реалности), епистемологију (студија коријена, исправности и крајњих граница сазнања), етику (студија природе морала и моралних судова), и естетику (студија о љепоти и умјетничким активностима). Два основна типа филозофског истраживања су: аналитички (логичка студија концепата и концепција), и синтетички (сврставање концепата и концепција у један уједињени систем).

## Делокруг
Филозофија подразумијева све области спекулативне мисли и укључује размишљања о умјетности, науци и религији. Развојем метода и принципа за истраживање и анализу различитих области (са)знања, свака од њих је добила свој властити филозофски профил, одакле настају филозофија умјетности (естетика), науке и религије. Појам филозофија се користи и на популаран начин, односећи се на скуп намјера и базичних вриједности у односу на живот, природу и друштво (одакле и израз „животна филозофија”). Пошто су границе које раздвајају различите области сазнања флексибилне и подложне промјенама, конкретнија дефиниција филозофије је и даље предмет различитих контраверзи.
Скоро да је немогуће пронаћи двојицу филозофа који би дефинисали филозофију на исти начин. Кроз њену дугу и богату историју, филозофија је имала мноштво различитих значења. У античкој Грчкој, појам филозофија је у првом моменту означавао самоистраживање сазнања. Касније значење добија на сложености и третира се као покушај схватања универзума као цјелине; испитивање моралних одговорности и друштвених обавеза човјечанства; покушај разоткривања божанских намјера и мјеста људских бића у односу на божанства у многобожној Грчкој или у односу на једног Бога у ери апсолутне доминације хришћанства у европском средњовјековном феудалном друштву и ислама у арапским земљама; покушај обухватања природних наука и конституисања политичке мисли у ренесанси; ригурозна испитивања корјена и исправности људских идеја; испитивање мјеста свијести у универзуму; испитивање вриједности истине, доброте и љепоте; и напор стварања правила процеса људских учења с циљем промовисања рационалног и прочишћеног размишљања. Све ове дефиниције укупно не могу истрошити сва значења која су повезивана са филозофијом, али нам дају идеју о њеној крајњој сложености и свеобухватности.
Није лако пронаћи било какав заједнички елемент у овој различитости, нити мјесто било каквог централног значења које би могло послужити као универзална и свеобухватна дефиниција. Први покушај у том правцу би могао бити дефинисање филозофије као „размишљање о многобројним људским искуствима” или као „рационална, методолошка и систематска испитивања ствари које се тичу човјека”. Иако су ове дефиниције недоречене и непрецизне, сугеришу двије битне чињенице о филозофирању:
1. да је филозофија рефлексивна или медитативна активност и
2. да не посједује експлицитно властити субјект или тематику, него да се ради о методи или врсти менталне операције (као наука или историја), која се може усмјерити на било коју област или врсту искуства као објекту студије.

Дијелом оно што чини тешко изводљивим консензус око дефиниције филозофије међу филозофима, је због тога што сами филозофи често долазе у филозофију из различитих области, са различитим интересовањима и схватањима, али и чињеница да имају различита искуства која утичу на њихове погледе о значају одређених ствари. Тома Аквински (1224-75), доминикански фратар, Џорџ Беркли (1685—1753) бискуп ирске цркве, Серен Кјеркегор (1813-55), дански теолог, итд. Сваки од поменутих је видио филозофију, као потрагу за истинама у религији и тежњу за отклањањем материјалистичких и рационалистичких грешки, које су по њима, узрок њихове пропасти. Питагора (580-500. п. н. е.) у јужној Италији, Рене Декарт (1596—1650) у Француској и Бертран Расел (1872—1970) у Енглеској, били су прије свега математичари, чији погледи на свијет и људско сазнање пада под утицај концепта броја и дедуктивног размишљања. Други филозофи, као што су Платон (428-348. п. н. е.), Томас Хобс (1588—1679) и Џон Стјуарт Мил (1806-73), су заокупљени политичким проблемима и друштвом, тако да све што су урадили у филозофији долази преко подстицаја за схватањем и на крају, тежњом за промјеном друштвеног и политичког понашања људи. Трећи, као што су Милећани (Талес, Анаксимандар и Анаксимен, први грчки филозофи из стародревног града Милета у Анадолији), Френсис Бекон (1561—1621), елизабетански филозоф и Алфред Норт Вајтхед (1861—1947) енглески метафизичар, почињу са интересовањем за физички састав природе, тако да су њихове филозофије много ближе уопштавањима у физици него онима у религији и социологији.
Историја филозофије разоткрива у детаљу концентрисану активност мноштва озбиљних и способних мислилаца, који се постављају према, размишљају о, или детаљно испитују природу својих искустава. Али у сваком дијелићу те различитости одређене карактеристичне супротности се константно јављају, као што су оне између монизма, дуализма и плурализма у метафизици; између материјализма и идеализма у космолошкој теорији; између номинализма и реализма у теорији значења; између рациоанализма и емпиризма у епистемологији; између утилитаризма и деонтолошке етике у теорији морала и између присталица логике и присталица емоција у потрази за одговорним водичем мудрости живота.
Ако постоји једна једина централна супротност кроз цијелу историју филозофије, на скоро сваком степену и скоро у свакој њеној области, то је она која се тиче критичких и спекулативних импулса филозофа. Ове двије дивергентне мотивације имају тенденцију да се изразе кроз двије опет дивергентне методе, а то су респективно, анализа и синтеза. Платонова Држава је очигледан примјер друге, док је Принципија етика (1903), Џ. Е. Мура (1873—1958), једног од оснивача аналитичке филозофије, очигледан примјер прве. Полазећи са једноставним питањем о правди, у Платоновј Држави се прогресивно развија дискурс који се тиче више различитих области: у почетку етике, затим политике, те едукационе теорије, епистемологије и на крају метафизике. Од једног специфичног питања, Платон успијева да прошири своју дискусију на један комплетан свијет. Мурова Принципија етика је потпуно супротан случај. Полазећи од једног општег питања као „Шта се подразумијева под добром?”, Мур прогресивно растапа ово питање у читав низ других потпитања, детаљно анализирајући значење сваког од њих.

## Античка филозофија
Филозофија грчко-римског свијета од 6. вијека прије нове ере до 6. вијека нове ере поставила је темеље за сву каснију западну филозофију. Њене најистакнутије личности су Сократ (пети вијек прије нове ере) и Платон и Аристотел (четврти вијек прије нове ере). Разноврстан спектар важних мислилаца који су обогатили овај период не може заобићи Пресократовце и софисте из шестог и петог вијека прије нове ере; стоике, Епикурејце и скептике из доба Хеленизма; и многе Аристотеловце и (нарочито) Платоновце који су писали у вријеме Римског царства, укључујући истакнутог новоплатоновца Плотина. Античку филозофију је на крају помрачило хришћанство у 6. вијеку нове ере, али на такав начин да је, кроз хришћанство, доминирала средњовјековном и ренесансном филозофијом. Ова коначна симбиоза између античке филозофије и хришћанске вјере може одражавати чињеницу да су филозофска увјерења у касној антици испуњавала скоро исту улогу као и вјерски покрети, са којима су дијелили многе своје циљеве и праксе.
Само мали дио старих филозофских списа доспјео је нетакнут до нашег времена. Остатак су реконструкције, у већој или мањој мери успјешне, настале спајањем фрагментарних доказа из извора који се на њих позивају.

### Главне одлике
„Античка” филозофија је прије свега филозофија класичне Грчке, која не само да је засновала цјелокупну европску филозофску традицију, већ је извршила неупоредив утицај на њен садржај и стил. Обично се сматра да почиње са Талесом средином 6. вијека прије нове ере, иако су сами стари Грци често постављали Хомера (око 700. п. н. е.) за њеног правог зачетника. Традиционално се сматра да античка филозофија завршава 529. године нове ере, када се вјерује да је хришћански цар Јустинијан забранио учење „паганске” филозофије у Атини. Међутим, ово није био нагли прекид; дјелатност платоновских филозофа је настављена неко вријеме у самонаметнутом егзилу.
Све до Платона (у првој половини 4. вијека прије нове ере), филозофија није развила значајну сопствену техничку терминологију — за разлику од савремених дисциплина као што су математика и медицина. Платонов ученик Аристотел, а послије њега и стоици, дали су одлучујући допринос филозофском рјечнику античког свијета.
Античка филозофија је прије свега била производ Грчке и дијелова Средоземља у којима се говори грчки језик, који су укључивали јужну Италију, Сицилију, западну Азију и велике дијелове сјеверне Африке, посебно Египат. Од 1. вијека прије нове ере, извијестан број Римљана се активно ангажовао у једном или другом грчком филозофском систему, а неки од њих су писали своја дјела на латинском (Лукреције, Цицерон). Али грчки је био и остао лингуа франка филозофије. Иако велики дио модерне филозофске терминологије потиче од латинизованих верзија грчких техничких концепата, већина њих је из латинског рјечника средњовјековног аристотелизма, а не непосредно од античких римских филозофских дјела и њихових писаца.

### 6. и 5. вијек прије нове ере
Прва фаза, која заузима већи дио 6. и 5. вијека прије нове ере, опште је позната као пресократсовска филозофија. Најранији практичари „мудрости” (Талес; Анаксимандар; Анаксимен) долазе из Милета, на западној обали Мале Азије. Пресократовски мислиоци су заокупљени тражењем објашњења за поријекло и правилности природе имјеста човјека у свијету (питагоровци, Хераклит, Емпедокле, Демокрит), иако је тај период произвео и такве „одметнике” као што су елејски филозофи (Парменид; Зенон из Елеје), чији је радикални монизам настојао да поткопа саму основу космологије ослањајући се на мишљење а приори.
Ознака „пресократовци” долази од традиционалног гледишта да је Сократ (469 – 399 прије н. е.) био први филозоф који је помјерио жижу филозофије са природног свијета на човјека и његове вриједности. Међутим, ова промјена се у великој мјери поклапа са дјелањем његових савременика, софиста, који су већ тврдили да подучавају основе политичког, друштвеног и моралног дјеловања. Али Сократова личност је толико моћна икона за испитивање моралности да се на крају његово име користи да означи ову прекретницу у историји филозофије. У наредном вијеку, многе школе су се освртале управо на Сократа као на живо оличење филозофије и тражиле принципе његовог живота и мишљења у својој филозофској теорији.

### 4. вијек прије нове ере
Сократ и софисти су помогли да Атина постане филозофски центар грчког свијета, и ту су, у 4. вијеку, живјела и учила два највећа филозофа антике, Платон и Аристотел. Платон, Сократов ученик, основао је своју школу Академију у Атини. Платонови објављени дијалози су филозофски класици и књижевна ремеке-дјела, и развијају, иако несистематски, глобалну филозофију која обухвата етику, политику, физику, метафизику и епистемологију.
Најистакнутији ученик Академије био је Аристотел, чија је сопствена школа Лицеј неко вријеме конкурисала значају Академије као филозофском центру. Аристотелове високо техничке, али такође често привремене истраживачке „школске” расправе можда нису биле намјењене за објављивање; у сваком случају, нису биле значајно ширене и о њима се није посебно расправљало све до краја 1. вијека прије нове ере. Главне филозофске расправе (остављајући по страни његова важна дјела из зоологије) укључују темељне студије у свим областима које покрива Платон, плус логику, грану филозофије чији је Аристотел родоначелник. Оне су, као и Платонови дијалози, међу водећим класицима западне филозофије.
Платонизам и аристотелизам су постали доминантне филозофије западне традиције од другог вијека нове ере па све до краја ренесансе, а наслијеђе обе традиције је од суштинског значаја и за данашњу савремену филозофију.

### Хеленистичка филозофија
Све до краја 4. вијека прије нове ере, филозофија је била широко виђена као потрага за универзалним разумијевањем свијета, тако да су се у њеним главним школама могла појавити и биолошка и историјска истраживања. Међутим, у ери хеленистичке филозофије која је услиједила, географски расцјеп је учинио да се филозофија оштрије разграничи као самостална дисциплина. Александрија, са својом величанственом библиотеком и краљевским покровитељством, постала је нови центар научних, књижевних и историјских истраживања, док су се филозофске школе у Атини концентрисале на оне области које ближе одговарају филозофији како се она отада схвата.
Сљедеће карактеристике су суштинске за филозофију не само у хеленистичкој ери, већ укупно за цијелу античку филозофију.
Три главна дијела филозофије најчешће су била означена као „физика” — првенствено спекулативна дисциплина, која се бави концептима као што су узрочност, промјена, божанство и материја, и практично лишена емпиријског истраживања; „логика” — која је понекад укључивала епистемологију; и коначно, етика. Договорено је да етика буде коначни фокус филозофије, која стога у суштини постаје систематизовани пут ка личним врлинама (арете) и срећи (еудаимониа). Већ према томе у чему види срећу као највише добро вриједно тежње (да би се на најбољи начин морално живјело), еудаимониа (блаженство) се може изразити кроз хедонизам, перфекционизам, утилитаризам, алтруизам и егоизам, а могућа су и њихова међусобна прожимања. Еудаимонизам као циљ који се постиже моралним дјеловањем, има на уму срећу појединца и друштва. Постојала је и јака духовна димензија. Нечија религиозна увјерења — то јест, начин на који се рационализује и разрађује сопствена вјеровања и праксе у вези са божанским — била су сама по себи саставни дио и физике и етике, никада само додатак филозофији.
Доминантне филозофије хеленистичке ере (званично 323–31. прије н.е.) биле су стоицизам (основао га је Зенон из Китијума) и епикуреизам (који је основао Епикур). Скептицизам је такође био моћна струја, углавном ширен кроз Академију која је у овом периоду функционисала као критичка, а не доктринарна школа, и такође, почев од посљедњих деценија периода, кроз пиронизам.

### Филозофија у доба Римског царства
Пред крај хеленистичког доба (не 31. године прије н. е., кад званично почиње Римско царство, већ пола вијека раније, 80-их година прије н. е) је пресудан тренутак за даљи развој античке филозофије. Политички и војни преврати у Атини учинили су да се већина филозофа исели из града, и оде у културна уточишта као што су Александрија и Рим. Филозофске институције Атине никада се нису у потпуности опоравиле, тако да је ова децентрализација довела до трајног прекрајања филозофске мапе. Катедре платонизма, аристотелизма, стоицизма и епикурејства које је цар-филозоф Марко Аурелије успоставио у Атини 176. године нове ере биле су значајан гест, али нису у потпуности обновиле сад већ бившу филозофску надмоћ Атине. Филозофија више није била жива активност у оквиру атинске класичне школе коју су основали Платон, Аристотел, Зенон или Епикур. Умјесто тога, постала је предмет који се изучавао у малим студијским групама које су водили професионални учитељи-филозофи широм грчко-римског свијета. У великој мјери, осјећало се да је „историја филозофије” дошла до краја, и да је сада циљ да се помним проучавањем филозофских текстова тражи исправна интерпретација „старих”. Један од симптома овог осјећања је да је доксографија — систематска каталогизација филозофских и научних мишљења — концентрисана углавном на период до око 80. године прије нове ере, као и биографска историја филозофије коју је око 300. године написао Диоген Лаертије.
Други такав симптом је да је највећи дио филозофске дјелатности касне антике у ствари претворио у коментарисање класичних филозофских текстова. Истакнути математичар и филозоф 20. вијека Алфред Норт Вајтхед се на ту чињеницу осврнуо ријечима: „Сва Западна филозофија је фуснота Платону”. У овој завршној фази античке филозофије, која се понекад згодно назива „царском” јер се мање-више поклапа са ером Римског царства, хеленистичка филозофска учења су постепено замагљена оживљавањем доктринарног платонизма, заснованог на пажљивом проучавању Платонових текстова, из којих је развијена масовно разрађена метафизичка схема. Аристотела су платоновци обично сматрали савезником и његово дјело је стога пало у жижу многих коментатора новоплатоноваца. Међутим, упркос формалној бризи за обнављање мудрости класика, ово вријеме је произвело и властите оригиналне мислиоце, од којих је највећи Плотин.

### Школе и покрети
Рани питагорејци су чинили прву филозофску групу која се може приближно назвати „школом”. Стекли су репутацију тајновитости, као и готово религиозне оданости ријечи њиховог оснивача Питагоре. „Он сâм је то казао” (позната у латинском облику „ipse dixit”) наводно је била њихова парола. На неки начин је тачније сматрати их сектом него школом, а њихова вјеровања и обичаји су свакако били у блиској вези са вјерским учењима о „очишћењу душе”.
Дуго се сматрало да су атинске филозофске школе имале статус формалних верских институција за обожавање Муза. Међутим, то више није случај. Ипак, њихов правни и институционални положај је остао прилично нејасан. И Академија и Лицеј су добили име по јавним шумарцима изван атинских зидина, у којима су се одвијале њихове јавне активности. Стоици су добили име по јавном пронаосу, или „стоа”, у којем су се састајали, поред атинске Агоре. Иако су ове школе несумњиво такође одржавале наставу и расправе у приватним затвореним просторијама, њихов јавни профил је био кључан за њихов идентитет као школе. У посљедња четири вијека прије нове ере, будући студенти филозофије хрлили су у Атину из цијелог грчког света, а јавна видљивост тамошњих школа несумњиво је култивисана дијелом и с циљем регрутовања. Само је епикурејска школа држала своје активности подаље од јавности, у складу са Епикуровом учењем о минималном учешћу грађана.
Школа је почињала као неформална група филозофа са заједничким скупом интерсовања, под номиналним вођством неког појединца, али без јаке „партијске линије” којој би сви чланови дуговали неупитну оданост. У првој генерацији Академије, на примјер, многе Платонове водеће колеге нису се слагале са његовим ставовима у суштинским питањима. Иста отвореност се уочава и у првим генерацијама других школа, чак и — иако у много мањој мјери — епикурејских. Међутим, након смрти оснивача слика се обично мијењала. Његова ријеч послије смрти је у великој мјери постајала неоспорна, а даљи напредак се одвијао као допуна или реинтерпретација доктрина оснивача, а не као њихова замјена.
У тој мјери, оданост која је на дуге стазе повезивала школу обично је зависила од практично религиозног поштовања темељних текстова покрета, који су обезбјеђивали оквир у ком су се расправе водиле. Сличност са структуром вјерских секти није случајна. У каснијој антици, филозофски и религиозни покрети су заправо чинили јединствен културни феномен и такмичили се за исту духовну и интелектуалну узвишеност. Ово укључује и хришћанство, које је од трећег вијека па надаље постало озбиљан ривал „паганској” филозофији — прије свега платонизму — и које је на крају извојевало побједу. У настојању да се разумију духовни покрети касне антике као што су херметизам, гностицизам, новопитагореизам, цинизам, па чак и сам новоплатонизам, и њихова брига око вриједности као што су аскетизам, самоочишћење и самообожавање, није прикладно инсистирати на оштрој подјели између филозофије и религије.
У средњем вијеку „Античка филозофија” се традиционално карактерише као „паганска” и разликује се од хришћанске патристичке филозофије касне антике. Али је било могуће усмјерити ту „паганску филозофију” у службу јудаизма (Филон Александријски) или хришћанства (на примјер Ориген; Августин; Боетије; Филопон), и углавном су у овом посљедњем својству главни системи античке филозофије на крају инкорпорирани у средњовјековну и ренесансну филозофију, којом су наставили да доминирају.
Ово широко преклапање између филозофије и религије у извијесној мјери одражава свеобухватни утицај филозофије на цјелокупну културу античког свијета. Ријетко сматрана одвојеном академском дисциплином, филозофија је често носила висок политички престиж, а њени начини дискурса су „заразили” различите дисциплине међу којима су медицина, реторика, астрономија (у антици: астрологија), историја, граматика и право. Рад двојице највећих научника античког света, доктора Галена и астронома Птоломеја, много је дуговао њиховом филозофском образовању.

### Претпоставке о оријенталном поријеклу филозофије
Постоје одређене спекулације о оријенталном поријеклу грчке филозофије, које су зачете још у позно доба Антике, и могућих утицаја источних мудрости на грчки дух. Чак и данас се јављају нека мишљења да грчка филозофија, на неки начин, води поријекло из Египта и Вавилона, међутим мало је оних што разумију шта тај исказ заправо значи. На првом мјесту треба примјетити да ово питање има сасвим различит аспект зависно од контекста у ком се поставља. Пуно тога што се некада сматрало оријенталним може заправо да буде домаће. У вези са каснијим утицајима, ниједан аутор који се бавио периодом бујања грчке филозофије не познаје ниједан утицај који је дошао са Истока. Да је о томе нешто чуо, Херодот то не би пропустио да каже, јер то би потврдило његово увјерење у египатско поријекло грчке религије и цивилизације. Платон, који је из других разлога веома поштовао Египћане, сматрао их је прије пословним, него филозофији склоним људима. Аристотел говори једино о поријеклу математике из Египта мада би, да му је била позната нека египатска филозофија, његовој аргументацији одговарало да је помене. Одређене исказе о утицају који је дошао из Феникије или Египта добијамо тек касније, када су египатски свештеници и александријски Јевреји почели да се надмећу у откривању извора грчке филозофије у сопственој прошлости. Филоново тумачење Старог завјета је један очигледан примјер произвољности, а египатски алегористи су поступали чак и произвољније; јер њима је био доступан материјал који далеко мање обећава. Мит о Изиди и Озирису, на примјер, прво је тумачен у складу са идејама касније, а затим проглашен самим извором грчке филозофије.
Тај метод произвољног тумачења кулминирао је код новопитагорејца Нуменија, од кога су га преузели хришћански апологети. Нуменије је тај који реторички пита: „Шта је Платон до Мојсије који говори атички?”, а Климент и Еусебије дају још ширу примједбу, на примјер, кад Климент назива Платона „хебрејским филозофом”. У ренесанси је, заједно са свим осталим, оживљена и ова збрка, и одређене идеје, изведене из Praeparatio Evangelica задуго су наставиле да утичу на усвојена гледишта. Кадворт (Cudworth) говори о древној „мојсијевској филозофији” коју су поучавали Талес и Питагора!? Међутим, важно је разумјети истинско поријекло ове предрасуде у односу на оригиналност Грка. Она не долази од модерних истраживача вјеровања древних народа, јер они нису открили никаква свједочанства о утицају феничанске или египатске филозофије, која заправо уоште не постоји. Овдје је ријеч о пуком остатку александријске страсти за алегоријом, односно страсти за изражавањем у алегоријама.
У скоријим претпоставкама о оријенталном поријеклу филозофије, нико се више није ослањао на свједочанства Климента и Еусебија; међутим однедавно омиљени аргумент је сличност између умјетности и филозофије. Каже се како је све више очигледна сличност грчке умјетности са оном са Истока, те се тако аргумент заснива на томе да по свој прилици исто треба да се покаже као тачно и за филозофију. Аргумент може бити примамљив онима који га заступају, али уопште није пресудан. Он занемарује разлику у начину на који се оне преносе од народа до народа. Материјална цивилизација и умјетности се лако могу пренијети из једног народа у други, иако они немају заједнички језик, али филозофија може да се изрази једино апстрактним језиком и њу, било путем књига, било вербалним поучавањем, могу да пренесу једино образовани људи. Данашњој науци није познат ниједан Грк који је, у ово вријеме, могао да чита неку египатску књигу или чак слуша говор египатског свештеника, и такође нису познати неки оријентални учитељи који су тада писали или говорили грчки. Нема сумње да би Грк који је путовао у Египат покупио бар неке египатске ријечи, а узима се здраво за готово да су Грци могли да разумију свештенике. Међутим, они су морали да користе тумаче, а немогуће је замислити расправу о филозофским идејама која се води уз помоћ необразованог тумача.
Питати се да ли је међу филозофским идејама била могућа комуникација није вриједно труда, барем док се не нађе неко свједочанство да је било који од ових народа имао филозофију којом би комуницирао. Такво свједочанство још није откривено а, колико је познато, Индијци су, поред Грка, били једини стари народ који је имао нешто што заслужује то име. Међутим, нико данас неће сугерисати да је грчка филозофија потекла из Индије и заиста све наводи на закључак да је индијска филозофија настала под грчким утицајем. Хронологија санскритске литературе крајње је тежак задатак, али, колико је могуће да се види, велики индијски системи су настали касније него грчка филозофија, на коју највише подсјећају. Мистицизам Упанишада и будизма је локалног поријекла; и мада су они дубоко утицали на филозофију у строгом смислу, према њој су се односили исто као Хесиод и орфичари према грчкој научној мисли.

## Средњовјековна филозофија
Средњовјековна филозофија је филозофија западне Европе од око 400. до 1400. године, отприлике у периоду између пада Рима и доба ренесансе. Средњовјековни филозофи су историјски насљедници филозофа антике, али у ствари имају врло мало непосредне везе с њима. До отприлике 1125. године, средњовјековни мислиоци су имали приступ само неколико текстова античке грчке филозофије (дијелу Аристотелове логике). Ово ограничење објашњава пажњу коју посвећују логици и филозофији језика. Упознају се са другим грчким филозофијама (нарочито онима каснијег платонизма) посредно кроз списе латинских аутора као што су Августин и Боетије. Ови хришћански мислиоци су за собом оставили трајно насљеђе платоновске метафизичке и теолошке спекулације. Почевши од 1125. године, прилив првих латинских превода преосталих Аристотелових дјела у западну Европу драматично је трансформисао средњовјековну мисао. Филозофске расправе и спорови из тринаестог и четрнаестог вијека биљеже сталне напоре каснијих средњовјековних мислилаца да разумију нови аристотеловски материјал и асимилују га у јединствен филозофски систем.
Најзначајнији нефилозофски утицај на средњовековну филозофију кроз њену хиљадугодишњу историју има хришћанство. Хришћанске институције одржавају средњовјековни интелектуални живот, а хришћански текстови и идеје пружају богату тему за филозофско мишљење и расправу. Иако су већина највећих мислилаца овог периода способни теолози, њихов рад се бави традиционалним филозофским питањима и узима истински филозофски приступ разумијевању свијета. Чак је и њихова расправа о специфично теолошким питањима типично филозофска, прожета филозофским идејама, строгим аргументима и софистицираном логичком и концептуалном анализом. Предузеће филозофске теологије једно је од највећих достигнућа средњовјековне филозофије.
Начин на који се средњовјековна филозофија развија у дијалогу са текстовима античке филозофије и ранохришћанске традиције (укључујући патристичку филозофију) приказан је у њене двије карактеристичне педагошке и рукописане књижевне врсте: коментару и расправи. У експлицитним коментарима на текстове дјела Аристотела, Боетијеве теолошке расправе и класични теолошки уџбеник Петра Ломбардског, Сентенције, средњовјековни мислиоци су се изнова „борили” са традицијама које су до њих стигле. Супротно, расправа — облик дискурса карактеристичан за универзитетско окружење каснијег средњег вијека — не усмјерава се на одређене текстове, већ на специфична филозофска или теолошка питања. То је омогућило средњовјековним филозофима да прикупе релевантне пасусе и аргументе расуте по ауторитативној литератури и да на систематски начин пресуђују о својим супротстављеним тврдњама. Ови дијалектички облици мишљења и размјене подстичу развој моћних алата тумачења, анализе и аргумената који су идеално прикладни за филозофско истраживање. Међутим, високо техничка природа ових школских (или схоластичких) начина мишљења изазвала је подозрење ренесансних хуманиста чији су напади на крају окончали период средњовјековне филозофије.

### Почеци
Општи карактер средњовјековне филозофије на Западу је у значајној мјери одређен историјским догађајима повезаним са сломом римске цивилизације. Инвазија Гота, Хуна и Вандала довела је не само до војног и политичког пораза Римског царства, већ и до распада заједничких институција и културе које су одржавале филозофску активност у касној антици. Боетије, римски патрициј по рођењу и високи званичник у администрацији остроготског краља, елоквентан је свједок општег пада интелектуалне виталности у своје вријеме. Он најављује своју намјеру да преведе на латински и напише коментаре свих дјела Платона и Аристотела, а као разлог наводи бојазан да ће, у недостатку ове врсте помоћи, његови савременици који говоре латински — по њему све лошије образовани —, ускоро потпуно изгубити приступ филозофском насљеђу античке Грчке. Чини се да је Боетијева процјена ситуације била посебно проницљива, јер су током шест вјекова након његове смрти (до средине дванаестог вијека), филозофи на Западу скоро у потпуности зависили од самог Боетија у погледу оно мало приступа који су имали примарним текстовима грчке филозофије. Тек што је почео да спроводи свој амбициозни план, његово погубљење због издаје ставило је тачку на његов рад, и тако су се Боетијеви страхови у великој мјери остварили. Пошто је превео само Аристотелове расправе о логици заједно са Порфиријевим уводом у Аристотелове категорије и завршивши коментаре само на неке од текстова које је превео, Боетије је оставио наредне генерације средњовјековних мислилаца без директног познавања већине Аристотелових мисли, укључујући природну филозофију, метафизику и етику, и без Платонових текстова (иако је мали дио Тимеја превео и коментарисао Калцидије у четвртом вијеку). Средњовјековна филозофија је стога била значајно обликована оним што је за њу било изгубљено. Заживјела је у окружењу лишеном друштвених и образовних структура антике, без грчког језика и одсјечена од богатих ресурса великог дијела класичне мисли. Тако да није изненађујуће да је постепено обнављање античке мисли током средњег вијека имало значајан утицај на развој средњовјековне филозофске традиције.
Средњовјековна филозофија је, међутим, такође била обликована оним што јој је остало, а посебно два дијела културног насљеђа касне антике који су преживјели колапс римске цивилизације. Први је латински језик, који је остао искључиви језик интелектуалног дискурса у западној Европи кроз средњи вијек и у доба ренесансе и просвјетитељства. Латински језик је средњовјековним мислиоцима омогућио приступ неким важним античким изворима, укључујући Цицерона, Сенеку, Макробија, Калкидија, латинске црквене оце (види патристичка филозофија), Августина и Боетија. Ови латински извори пружили су раним средњовјековним мислиоцима опште, ако не и дубље, упознавање са класичним идејама. Августин је далеко најзначајнији од ових латинских извора. Његова мисао, а посебно његов филозофски приступ хришћанству и његов христијанизовани новоплатоновски филозофски поглед, дубоко утичу на сваки период и практично сваку област средњовјековне филозофије.
Други значајан дио касне антике који је преживјео у средњем вијеку је хришћанство. Хришћанство је добило на значају у касном Римском царству и, са пропашћу друштвених структура царства, Црква је до дванаестог вијека остала практично једина институција способна да подржи интелектуалну културу. У њој је одржавано формално образовање у школама које су биле повезане са манастирима, црквама и катедралама, и обезбједила је очување античких текстова, како светих тако и свјетовних, у својим библиотекама и скрипторијумима. Средњовјековни филозофи стекли су барем дио своје формалне обуке у црквеним институцијама, а већина су и сами били на неки начин званично везани за Цркву, као монаси, фратри, свештеници или службеници. У каснијем средњем вијеку, студирање теологије било је отворено само за мушкарце који су стекли диплому у слободним умјетностима, а степен магистра теологије представљао је највиши ниво академског достигнућа. Сходно томе, већина великих филозофских умова тог периода мислила би о себи првенствено као о теолозима. Поред обезбјеђивања институционалне основе за средњовјековну филозофију, хришћанство је било важан подстицај филозофској дјелатности. Његове идеје и доктрине представљале су богат извор за филозофске теме. Средњовјековна филозофија је, дакле, пустила корјене у интелектуалном свијету који је одржавала Црква и она је тако прожета хришћанским текстовима и идејама.